# Klárus z Akvitánie
Svatý Klárus z Akvitánie ( † 2. století) byl první biskup z Albi a mučedník.

## Život
Přesná data a informace o jeho životě nejsou známy. Popis jeho života je založen na legendách.
Podle legendy Klárus a jeho společníci pocházeli z Afriky. Uvádí se, že skupina sedmi společníků odešla do Říma a odtud byla poslána do Galie, aby pod vedením Severa obrátila obyvatelstvo ke křesťanství.
Svatý Klárus odešel do Albi, kde se stal prvním biskupem tohoto města. Bollandisté tvrdí, že pobýval v Kolíně nad Rýnem, což je nepravděpodobné.
Kázal v oblasti Landes spolu se svatým Severem a Gerontiem z Hagetmau. Nakonec se usadil ve městě Lectoure, kde měl spolu se svým společníkem Babylasem měli přinést oběti pohanským bohům. Po jejich odmítnutí byli biti holemi a uvrženi do vězení, kde se objevil anděl, aby je utěšoval. Nakonec byli sťati na úpatí hradeb pevnosti, na místě, které dodnes nese jméno Saint-Clair.
Jeho svátek se připomíná 1. června.